# أوستين ويليس (لاعب كرة قدم أمريكية)
أوستين ويليس (بالإنجليزية: Austin Willis)‏ هو لاعب كرة قدم أمريكية أمريكي، ولد في 13 أبريل 1992 في توبيكا في الولايات المتحدة.